# Aladura
Aladura (yoruba för bönemänniskor) är samlingsnamnet på en grupp västafrikanska kyrkor karaktäriserade av stark tro på bön, fasta, helbrägdagörelse genom tro, drömmar och visioner, tungotal och profetia.
Man tar tydlig avstånd från traditionell animism som man menar har sin grund i trolldom och onda andemakter.
Aladura-rörelsen växte fram i Ijebu-Ode i Nigeria, efter första världskriget, och fick snabbt stor spridning då många medlemmar helades från den då härjande spanska sjukan. 
Viktiga trossamfund som vuxit fram ur denna rörelse är bland annat The Church of the Lord (Aladura), The Christ Apostolic Church, Celestial Church of Christ och Cherubim & Seraphim-rörelsen.